# کیکو نوبوموتو
کیکو نوبوموتو (انگلیسی: Keiko Nobumoto; ۱۳ مارس ۱۹۶۴ – ۱ دسامبر ۲۰۲۱) فیلم‌نامه‌نویس، و پرستار اهل ژاپن بود.